# Пограничное (Озёрский район)
Пограничное (до 1947 — Гросс Илльмен (нем. Groß Illmen))  — посёлок в Озёрском городском округе Калининградской области. До 2017 года входил в состав Новостроевского сельского поселения.

## География
Пограничное располагается на реке Бородинке, на юге Калининградской области, в 16 километрах к западо-юго-западу от города Озёрск, менее чем в двух километрах от российско-польской государственной границы.

## История
В 1946 году Гросс Илльмен был переименован в поселок Пограничное.

## Население
В 1818 году в Гросс Илльмене проживало 70 человек, в 1863 году — 131 человек, в 1933 году — 104 человека, в 1939 году — 95 человек.
| 1818 | 1863 | 1885 | 1910 | 1933 | 1939 | 2002 |
| ---- | ---- | ---- | ---- | ---- | ---- | ---- |
| 70   | ↗131 | ↘122 | ↘101 | ↗104 | ↘95  | ↘59  |
| 2010 |      |      |      |      |      |      |
| ↘48  |      |      |      |      |      |      |